# هارتموت هوغ
هارتموت هوغ (بالألمانية: Hartmut Haug) (و. 1936 – م) هو فيزيائي، وأستاذ جامعي من ألمانيا .

## مناصب وهيئات
أدار جامعة غوته في فرانكفورت.